# Gray (Maine)
Gray ist eine Town im Cumberland County des Bundesstaates Maine in den Vereinigten Staaten. Im Jahr 2020 lebten dort 8269 Einwohner in 4135 Haushalten auf einer Fläche von 119,1 km².

## Geografie
Nach dem United States Census Bureau hat der Ort eine Gesamtfläche von 119,1 km², von denen 112,1 km² Land und 7,0 km² Wasser sind.

### Geografische Lage
Gray liegt zentral im Cumberland County. Im Südwesten ragt der Little Sebago Pond in das Gebiet von Gray. Im Norden grenzt der Notched Pond an, im Süden der Forest Lake. Der größte See auf dem Gebiet der Town ist der Crystal Lake. Das Gebiet der Town Gray ist annähernd quadratisch. Gray liegt auf einer Hochebene und ist von Hügeln umgeben. Die Oberfläche ist eher eben. Höchste Erhebung ist der 174 m hohe Dutton Hill.

### Nachbargemeinden
Alle Entfernungen sind als Luftlinien zwischen den offiziellen Koordinaten der Orte aus der Volkszählung 2010 angegeben.
- Nordosten: New Gloucester, 8,2 km
- Südosten: North Yarmouth, 14,9 km
- Süden: Cumberland, 13,6 km
- Südwesten: Windham, 5,9 km
- Nordwesten: Raymond, 11,3 km

### Stadtgliederung
In Gray gibt es mehrere Siedlungsgebiete: Dry Mills, East Gray, Gray, North Gray, South Gray, Suckerville und West Gray.

### Klima
Die mittlere Durchschnittstemperatur in Gray liegt zwischen −6,1 °C (21 °Fahrenheit) im Januar und 20,6 °C (69 °Fahrenheit) im Juli. Damit ist der Ort gegenüber dem langjährigen Mittel der USA um etwa 9 Grad kühler. Die Schneefälle zwischen Oktober und Mai liegen mit bis zu zweieinhalb Metern mehr als doppelt so hoch wie die mittlere Schneehöhe in den USA; die tägliche Sonnenscheindauer liegt am unteren Rand des Wertespektrums der USA.

## Geschichte
Das Gebiet von Gray wurde am 3. Dezember 1735 vom Massachusetts General Court an einige Bewohner von Boston vergeben. Diese hatten eine Petition an das Gericht gestellt und betont, dass sie mit großen Familien in bescheidenen Verhältnissen leben würden. Zu den ersten Siedlern gehörte Moses Twitchell aus Westboro, Massachusetts. Jabez Matthews und William Webster folgten kurz darauf. Weitere Familien zogen im Zeitraum von 15 bis 20 Jahren ebenfalls nach Gray. Die Siedlung wurde im Frühling 1745 von Indianern überfallen, diese töteten das Vieh und zerstörten das Gemeindehaus, sowie alle Wohnhäuser. Die Bewohner flohen daraufhin in andere Orte. Nachdem wieder Frieden herrschte, kehrten die Bewohner im Jahr 1751 zurück und errichteten ein neues Gemeindehaus und ein Blockhaus 15 Meter (50 ft) lang und 7,6 Meter (25 ft) breit umgeben von einer Palisade 30 Meter (100 ft) lang und 23 Meter (75 ft) breit. Es gab Gerüchte, dass ein weiterer Angriff durch die Indianer bevorstehen würde, jedoch erfolgte kein weiterer Angriff. Die town war namenlos bis etwa 1756. Ab dieser Zeit wurde der Ort New Boston genannt. Selbständig wurde der Ort am 19. Juni 1778 unter dem Namen Gray, zu Ehren von Thomas Gray, einem der Eigentümer. Gray stellte Männer im Amerikanischen Unabhängigkeitskrieg und Moses Twitchell, einer der ersten Siedler fiel in Kanada.
Während des Sezessionskriegs stellte Gray Männer und Material der Armee der Union zur Verfügung. Ein getöteter Soldat der Konföderierten Armee wurde versehentlich nach Gray geschickt. Dieser Soldat wurde von den Bewohnern von Gray ordentlich bestattet. Ein Grabstein markiert die Stelle mit der Aufschrift „The Stranger“. Eine Statue, dem „unbekannten Soldaten“ gewidmet, wurde später im Gray Village Center aufgestellt.
Der Boden in Gray ist lehmig bis sandig und gutes Ackerland. Es gibt mehrere Farmen in Gray. Der Untergrund besteht aus Granit und dieser wurde auch an einigen Stellen abgebaut. Es gab mehrere Mühlen in Gray, zwölf Sägemühlen, davon eine durch Dampf angetriebene, sowie eine Schrotmühle. Hauptsächlich wurde in Gray Holz verarbeitet, zusätzlich gab es eine Gerberei, mehrere Manufakturen für Granit und Marmor, Pferdedecken, Kutschen und Schlitten.

## Einwohnerentwicklung
| Volkszählungsergebnisse – Town of Gray, Maine | Volkszählungsergebnisse – Town of Gray, Maine | Volkszählungsergebnisse – Town of Gray, Maine | Volkszählungsergebnisse – Town of Gray, Maine | Volkszählungsergebnisse – Town of Gray, Maine | Volkszählungsergebnisse – Town of Gray, Maine | Volkszählungsergebnisse – Town of Gray, Maine | Volkszählungsergebnisse – Town of Gray, Maine | Volkszählungsergebnisse – Town of Gray, Maine | Volkszählungsergebnisse – Town of Gray, Maine | Volkszählungsergebnisse – Town of Gray, Maine |
| Jahr                                          | 1700                                          | 1710                                          | 1720                                          | 1730                                          | 1740                                          | 1750                                          | 1760                                          | 1770                                          | 1780                                          | 1790                                          |
| --------------------------------------------- | --------------------------------------------- | --------------------------------------------- | --------------------------------------------- | --------------------------------------------- | --------------------------------------------- | --------------------------------------------- | --------------------------------------------- | --------------------------------------------- | --------------------------------------------- | --------------------------------------------- |
| Einwohner                                     |                                               |                                               |                                               |                                               |                                               |                                               |                                               |                                               |                                               | 577                                           |
| Jahr                                          | 1800                                          | 1810                                          | 1820                                          | 1830                                          | 1840                                          | 1850                                          | 1860                                          | 1870                                          | 1880                                          | 1890                                          |
| Einwohner                                     | 987                                           | 1310                                          | 1479                                          | 1575                                          | 1740                                          | 1788                                          | 1767                                          | 1738                                          | 1798                                          | 1517                                          |
| Jahr                                          | 1900                                          | 1910                                          | 1920                                          | 1930                                          | 1940                                          | 1950                                          | 1960                                          | 1970                                          | 1980                                          | 1990                                          |
| Einwohner                                     | 1388                                          | 1270                                          | 1139                                          | 1189                                          | 1378                                          | 1631                                          | 2184                                          | 2939                                          | 4344                                          | 5904                                          |
| Jahr                                          | 2000                                          | 2010                                          | 2020                                          | 2030                                          | 2040                                          | 2050                                          | 2060                                          | 2070                                          | 2080                                          | 2090                                          |
| Einwohner                                     | 6820                                          | 7761                                          | 8269                                          |                                               |                                               |                                               |                                               |                                               |                                               |                                               |

## Kultur und Sehenswürdigkeiten

### Bauwerke

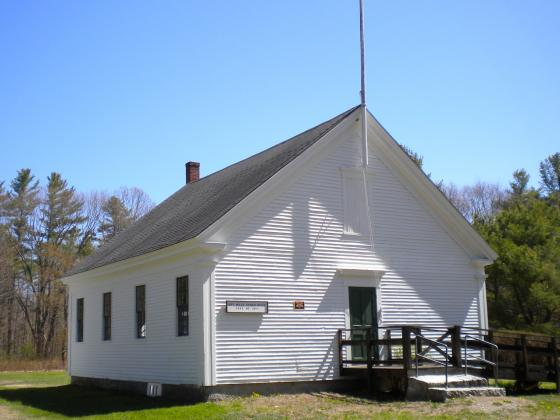
Dry Mills School

Ein Distrikt und drei Gebäude stehen unter Denkmalschutz und wurden ins National Register of Historic Places aufgenommen.
als Distrikt
- Freeman Farm Historic District, aufgenommen 2003, Register-Nr. 03000621

weitere Bauwerke
- Dry Mills School, aufgenommen 1996, Register-Nr. 96001495
- Pennell Institute, aufgenommen 1982, Register-Nr. 82000750
- Stimson Memorial Hall, aufgenommen 1992, Register-Nr. 92001296

## Wirtschaft und Infrastruktur

### Verkehr
Die Interstate 95 führt in nordsüdlicher Richtung durch die Town. Sie verbindet Gray im Norden mit Augusta und im Süden mit Portland. Der U.S. Highway 202 verläuft parallel zur Interstate ebenfalls in nordsüdlicher Richtung.
Durch Gray führt eine Strecke der Maine Central Railroad.

### Öffentliche Einrichtungen
In Gray gibt es keine medizinischen Einrichtungen. Krankenhäuser finden sich in Portland, Falmouth und Westbrook.
Gray besitzt eine eigene Bibliothek. Die Gray Public Library befindet sich in der Hancock Street, Gray.

### Bildung
Gray gehört zusammen mit New Gloucester zum Maine School Administrative District 15.
Folgende Schulen stehen im Bezirk zur Verfügung:
- Gray-New Gloucester High School in Gray (Klassen 9 bis 12)
- Gray-New Gloucester Middle School in Gray (Klassen 5 bis 8)
- Burchard A. Dunn Elementary School in New Gloucester (Pre-Kindergarten und Klassen 3 bis 4)
- James W. Russell School in Gray (Kindergarten bis Klasse 2)
- Memorial Elementary School in New Gloucester (Kindergarten bis Klasse 2)

## Söhne und Töchter der Stadt
- Samuel Mayall (1816–1892), Politiker